# Who Dies in Siberian Slush
Who Dies in Siberian Slush ist eine 2003 gegründete Funeral-Doom-Band.

## Geschichte
Evander „E.S.“ Sinque gründete Who Dies in Siberian Slush 2003 als Soloprojekt. Nach der Veröffentlichung von zwei Demos formierte sich eine Band um Sinque, womit einhergehend sich die musikalische Ausrichtung des Projektes erweiterte. Nach einem gemeinsam als Band eingespielten Demo und einem Musikvideo zu dem Stück Mobius Ring trat die Band beim zweiten Shadow Doom Festival erstmals Live in Erscheinung. Während sich die Besetzung weiterhin änderte, trat die Gruppe gelegentlich auf und spielte ein erstes Album ein. Für die Veröffentlichung des Debüts Bitterness of the Years That Are Lost im November 2010, schloss Who Dies in Siberian Slush einen Vertrag mit dem russischen Label Solitude Productions. Der Veröffentlichung folgten diverse Festivalauftritte sowie die Aufnahme und Veröffentlichung des gemeinsam mit Ego Depths präsentierten Split-Albums Four Fragments of Fading Life über das von Sinque betriebene Label Moscow Funeral League Records. Auch in den nachfolgenden Jahren änderte sich die Besetzung um Sinque. Mit der Erweiterung der Bandkonstellation einher ging eine fortlaufende Veränderung des präsentierten Stils, derweil Sinque hervorhob, dass er als konzeptioneller Kopf agiere.

„Ich bin immer noch für das Konzept, die Musik, die Texte und den Sound zuständig. Momentan verspüre ich das Bedürfnis, den stark eingeschränkten, schweren und heruntergestimmten Death Doom mit Blasinstrumenten zu vervollständigen.“

Indes veröffentlichte die Band mehrere Alben in Kooperation mit Solitude Productions, Moscow Funeral League Records und Frozen Light Records, darunter eine Neueinspielung des Debütalbums, welches als erstes russisches Death-Doom- und Funeral-Doom-Album eine Veröffentlichung als LP erfuhr. Hinzukommend erschien 2014 eine Split-EP mit My Shameful. Im Zuge der stetigen Veränderungen forcierte Sinque zwei Varianten der Bandbesetzung, eine für Studioaufnahmen sowie eine für die Auftritte der Band. Sinque erläuterte diesen Schritt mit unterschiedlichen Interessen und Verpflichtungen der beteiligten Musiker. Auch die Verteilung der Aufgaben ermöglichte es der Gruppe bei dem niederländischen Festival Dutch Doom Days aufzutreten sowie weitere internationale Konzerte zu bestreiten.

## Bedeutung und Rezeption
Die Band gilt, trotz der späten Veröffentlichung des Debüts als eine der Stilgründer des russischen Funeral Doom, sowie als eine der bemerkenswertesten und zentralen Institutionen der russischen Funeral-Doom-Szene. Bitterness of the Years That Are Lost wurde über die Jahre zu einem Klassiker im Genre und einem wichtigen Wegbereiter der Popularität des russischen Funeral und Death Doom erklärt. Derweil die ersten Alben in Besprechungen in ihrer Zeit eher mittelmäßig bis negativ beurteilt wurden, erfuhren nachkommende Veröffentlichungen ebenso wie die Neuaufnahme des Debüts hohes Lob. Als Endpunkt der musikalischen Entwicklung bezeichnet Aleks Evdokimov für Doom-Metal.com die 2014 gemeinsam mit My Shameful über MFL Records veröffentlichte Split-EP The Symmetry of Grief. Auf dieser EP wurden erstmals Flöte und Posaune eingesetzt, die nachhaltig den Klang der Band prägten. Dieser Veröffentlichung nachkommend änderte sich auch die Rezeption der Gruppe. Seither wird Who Dies in Siberian Slush überwiegend positiv wahrgenommen.

## Stil
Das Webzine Doom-Metal.com beschreibt die von Who Dies in Siberian Slush gespielte Musik als „Funeral-Death-Doom mit einer melodischen und manchmal sogar sanften Seite“. Die Arrangements der diversen Instrumente seien „komplex und elegant“ und bildeten einen Kontrast zu den „beunruhigenden höhlenartigen Growls“. Durch die hinzugezogenen Instrumentalisten veränderte sich der von Who Dies in Siberian Slush präsentierte Stil. Von einem Funeral Doom der als „Kompositionen, die von drückenden Gitarrenriffs und tiefen Growls beherrscht werden“ und in der das Keyboard „an vereinzelten Stelle gezielte Akzente“ setze, beschrieben wurde, hin zu einem Funeral Doom „dunkler Spielart und angeschrägte[r] Harmonien. Das Septett verwendet […] kaputte Growls, ein Klavier, Flöte und Blechbläser, aber Bedenken bezüglich eines dadurch resultierenden Gitarrenmangels müssen nicht bestehen, denn die regieren schon“.

## Diskografie
- 2004: Who Dies in Siberian Slush (MC-Demo, Selbstverlag)
- 2007: Blood Pressure (CDr-Demo, Selbstverlag)
- 2009: Rehearsal (CDr-Demo, Selbstverlag)
- 2010: Bitterness of the Years That Are Lost (Album, Solitude Productions)
- 2011: Four Fragments of Fading Life (Split-EP mit Ego Depths, MFL Records)
- 2012: We Have Been Dead Since Long Ago… (Album, Solitude Productions)
- 2014: The Symmetry of Grief (Split-EP mit My Shameful, MFL Records)
- 2017: Bitterness of the Years That Are Lost (Album, MFL Records)
- 2018: Intimate Death Experience (Album, Frozen Lights)
- 2023: Уроки cмирения (Album, Solitude Productions)